# 趙雪蓮
趙雪蓮（1982年1月24日—），中国大陆女演员暨主持，山東龍口人，畢業於中央戲劇学院表演系及山東大學外語系，代表作有《大宅門》、《漢武大帝》及《家比太大》等等，在抗日谍战剧《黑玫瑰》中饰演白如意。